# Эббесен, Эскильд
Эскильд Эббесен (дат. Eskild Balschmidt Ebbesen, род. 27 мая 1972 года, Силькеборг, Дания) — датский спортсмен, трёхкратный олимпийский чемпион в академической гребле. Чемпион мира 1994, 1997, 1998, 1999, 2002, 2003. Серебряный призёр чемпионата мира 1995 и 2001. 7-кратный победитель этапов Кубка мира 2001—2004.
Знаменосец команды Дании на летних Олимпийских играх 2004 года в Афинах. Участник «Золотой четвёрки». 
Завершил карьеру в возрасте 40 лет после Олимпийских игр 2012 года.